# Frédéric Sessa
Frédéric Sessa, né le 10 juillet 1985 à Sète, est un apnéiste français, champion du monde et recordman d'apnée dynamique avec palmes.

## Titres
- Champion du monde AIDA dynamique sans palmes 2011 en Italie
- Record du monde apnée dynamique avec palmes 255 mètres, juillet 2010 au Japon
- Vice-champion du monde apnée dynamique avec palmes, août 2009 au Danemark
- Champion d'Europe CMAS 2008 en Turquie

- Triple champion de France 2010 FFESSM à Paris
- Triple champion de France 2009 FFESSM à Mulhouse
- Triple champion de France 2008 FFESSM à Antibes

- Record de France d'apnée dynamique sans palmes 207 mètres, octobre 2011
- Record de France d'apnée dynamique sans palmes 168 mètres, février 2009 AIDA France[2]
- Record de France d'apnée dynamique avec palmes 255 mètres, juillet 2010 AIDA France[3]